# گریت کورنارد
گریت کورنارد (به انگلیسی: Great Cornard) یک روستا و محله مدنی در بریتانیا است که در منطقه بابرگ واقع شده است. گریت کورنارد ۸٬۹۰۸ نفر جمعیت دارد.